# Belgium (wieś w stanie Wisconsin)
Belgium – wieś w Stanach Zjednoczonych, w stanie Wisconsin, w hrabstwie Ozaukee.